# Paul de Ladmirault

General de Ladmirault

Louis René Paul de Ladmirault (* 17. Februar 1808 in Montmorillon bei Vienne; † 1. Februar 1898 in Sillars) war ein französischer Général de division.
Ladmirault trat 1829 in die Militärschule Saint-Cyr ein und ging 1831 als Sous-lieutenant nach Algerien, wo er 22 Jahre lang diente. Wegen seiner militärischen Tüchtigkeit, die er in vielen Gefechten und Unternehmungen bewies, wurde er bis zum Général de division befördert und 1852 nach Frankreich zurückberufen, wo er das Kommando über eine Division der Armee von Paris erhielt.
Im Sardinischen Krieg 1859 befehligte er in Italien die 2. Division des 1. Korps. Er zeichnete sich bereits am 8. Juni bei Melegnago aus, nahm mit seinen Truppen an der Schlacht bei Solferino teil, verteidigte am 24. Juni morgens dort den Kirchhof und erstürmte nachmittags das verschanzte Solferino. Dabei wurde er schwer verwundet.
Im Deutsch-Französischen Krieg 1870 erhielt er das Kommando über das 4. Korps der Rheinarmee, mit dem er an den Schlachten vor Metz teilnahm. Er zeichnete sich am 18. August bei der Verteidigung von Amanvillers durch Tapferkeit und Erfolg gegen die Angriffe des preußischen IX. Korps aus, ebenfalls bei der Erstürmung des Dorfes Servigny. Durch die Kapitulation von Metz geriet er in deutsche Kriegsgefangenschaft.
Aus dieser zurückgekehrt nahm er an dem Kampf gegen die Pariser Kommune teil. Am 6. April 1871 übernahm er den Befehl über das 1. Korps der Armee von Versailles, drang am 22. Mai mit diesem durch die Porte de St.-Ouen in Paris ein und nahm tags darauf die Höhen des Montmartre. Darauf wurde er am 1. Juli 1871 zum Militärgouverneur von Paris und Mitglied des obersten Kriegsrats ernannt, aber 1878 wegen seiner feindseligen Haltung gegen die Republik abgesetzt. Im März 1876 wurde er zum Vizepräsidenten des Senats erwählt. 1878 trat er aus dem aktiven Dienst aus.